# باشگاه بسکتبال زنان استقلال تهران
باشگاه بسکتبال زنان استقلال تهران یک باشگاه بسکتبال در شهر تهران است که در سال ۱۳۲۶ تاسیس شد که پس از انقلاب ۱۳۵۷ این تیم منحل شد و در حال حاضر پس از گذشت ۴۷ سال از ۱۴ مرداد ۱۴۰۴ شروع به فعالیت کرده است در لیگ برتر بسکتبال زنان ایران شرکت خواهد کرد.

## پیشینه
این باشگاه تیم بسکتبال زنان باشگاه ورزشی تاج بود و در رقابت‌های جام باشگاه‌های تهران، لیگ بسکتبال کشور و جام اتحادیه باشگاه‌ها فعالیت می‌کرد. این تیم تا سال ۱۳۵۷ فعال بود و در آن سال با پیروزی انقلاب ایران و از هم پاشیدگی باشگاه تاج، این تیم هم برای همیشه منحل شد. از بازیکنان این تیم می‌توان به مهین کوره‌چیان بازیکن ملی‌پوش دهه ۱۳۵۰ ایران اشاره کرد.

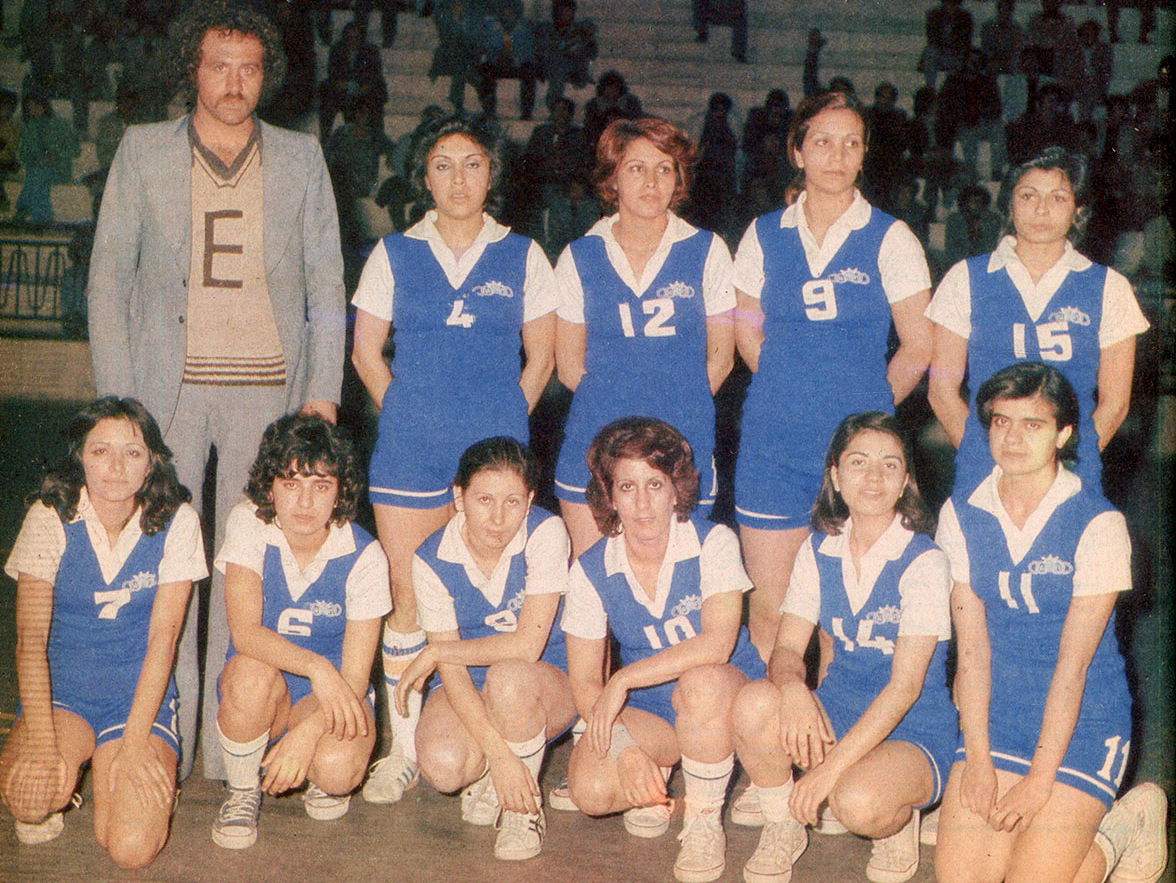
تیم بسکتبال زنان تاج در سال ۱۳۵۴